# Primula calderiana
Primula calderiana là một loài thực vật có hoa trong họ Anh thảo. Loài này được Balf. f. & R.E. Cooper miêu tả khoa học đầu tiên năm 1915.